# 非洲独立党
非洲独立党（法語：Parti Africain de l'Indépendance）是法属西非的一个共产主义政党。该党成立于1957年。后来，法属西非解体，该党的各地方支部成为独立的政党。该党明确地要求法国结束其在法属西非的殖民统治。
1960年8月1日，塞内加尔的非洲独立党被取缔。以下塞内加尔政党起源于非洲独立党：
- 独立和劳动党
- 非洲独立党—革新
- 民主联盟/争取劳动党运动
- 塞内加尔共产党

1963年，上沃尔特的非洲独立党成立。该党通过其外围组织争取发展爱国联盟参与政治。目前，该党已经分裂为两个独立的政党：
- 非洲独立党 (韦德拉奥果)
- 非洲独立党 (图雷)